# Liste der Stolpersteine in Frankfurt-Fechenheim
Die Liste der Stolpersteine in Frankfurt am Main führt die vom Künstler Gunter Demnig verlegten Stolpersteine in Frankfurt am Main auf. Die Initiative Stolpersteine in Frankfurt am Main e. V. hat seit November 2003 die Verlegung von ca. 2000 Stolpersteinen, mindestens fünf Kopfsteinen und mindestens vier Stolperschwellen veranlasst. Die Initiative wird von der Stadt Frankfurt sowie von zahlreichen Institutionen, darunter das Jüdische Museum und das Institut für Stadtgeschichte unterstützt.
Die Steine erinnern an Menschen, die während der Zeit des Nationalsozialismus verfolgt, verhaftet, gequält, entrechtet, zur Flucht oder zum Suizid getrieben oder ermordet wurden. An ihrem letzten frei gewählten Wohnort in Frankfurt erinnern die Steine an alle Opfer des Nationalsozialismus: an Juden, Sinti und Roma, politisch Verfolgte, Zeugen Jehovas, Homosexuelle und Zwangsarbeiter, an als „asozial“ gebrandmarkte Menschen und an die Opfer der sogenannten „Euthanasie“-Morde an Kranken und Behinderten.
Im Oktober 2018 verlegte Gunter Demnig in Frankfurt den europaweit siebzigtausendsten Stein.
Die Stadtteile sind nach der Liste der Stadtteile von Frankfurt am Main angelegt. In den nicht gelisteten Stadtteilen liegen bislang keine Stolpersteine.
Über die hinter den Namen der Opfer liegenden Links lässt sich die zugehörige Biographie auf der Homepage der Stadt Frankfurt aufrufen.

## Liste
| Adresse               | Name                | Verfolgungsschicksal | Verlegedatum   | Bild                                              | Anmerkung |
| --------------------- | ------------------- | --- | -------------- | ------------------------------------------------- | --- |
| Alt Fechenheim 34 ·   | Arthur von Weinberg | Hier arbeitet Arthur von Weinberg geb. 11. August 1860 Umzug nach Schloss Pähl, (Bayern) deportiert 4. Juni 1942 Theresienstadt ermordet 20. März 1943 | 22. Mai 2023   |                                                   | siehe auch Wiki Artikel verlegt auf dem Gelände der Allessa Zweiter Stolperstein für Arthur von Weinberg; der erste wurde am 12. Mai 2012 vor seinem ehemaligen Wohnsitz, dem „Haus Buchenrode“ in Niederrad, verlegt. |
| Alt Fechenheim 34 ·   | Carl von Weinberg   | Hier arbeitet Carl von Weinberg geb. 14.9.1861 Flucht 1937 Italien ermordet 14.03.1943                                                                 | 22. Mai 2023   |                                                   | siehe auch Wiki Artikel verlegt auf dem Gelände der Allessa Zweiter Stolperstein für Carl von Weinberg; der erste wurde am 21. Juni 2020 vor seinem ehemaligen Wohnsitz Waldfriedstraße 11 in Niederrad verlegt.       |
| Alt Fechenheim 34 ·   | Leo Gans            | Hier arbeitet Leo Gans geb. 4.8.1843 1933 Zwangsweise Aufgabe der Ehrenämter und ehrenbürgerschaft der Stadt Frankfurt tot 14.9.1935                   | 22. Mai 2023   |                                                   | siehe auch Wiki Artikel verlegt auf dem Gelände der Allessa |
| Löhnungsgasse 19 ·    | Eugen Weisenseel    | Eugen Weisenseel geb. 7.6.1899 Verhaftet 1943 Hochverrat Gefängnis Strassburg und Leonberg Todesurteil 1944 Dachau ermordet                            | 20. Mai 2016   | Stolperst loenungsgasse 19 weisenseel eugen       | |
| Leo-Gans-Straße 21 ·  | Wilhelm Ebert       | Wilhelm Ebert geb. 11.8.1901 Gestapohaft ermordet 17.6.1942                                                                                            | 20. Mai 2016   | Stolperstein für Wilhelm Ebert                    | |
| Lachnerstraße 4 ·     | Georg Nebel         | Georg Nebel geb. 7.8.1896 Volksgerichtshof ermordet 14.8.1944                                                                                          | 16. Mai 2015   | Stolperstein für Georg Nebel                      | |
| Alt Fechenheim 105 ·  | Gustav Hahn         | Gustav Hahn geb. 11.9.1886 deportiert 19.10.1941 Łódź tot 4.8.1942                                                                                     | 24. April 2008 | Stolperstein Alt Fechenheim 105 für Gustav Hahn   | |
| Alt Fechenheim 105 ·  | Hertha Hahn         | Hertha Hahn geb. 9.3.1922 deportiert 19.10.1941 Łódź ermordet                                                                                          | 24. April 2008 | Stolperstein Alt Fechenheim 105 für Hertha Hahn   | |
| Alt Fechenheim 105 ·  | Recha Hahn          | Recha Hahn geb. Hamburger geb. 17.10.1892 deportiert 19.10.1941 Łódź ermordet                                                                          | 24. April 2008 | Stolperstein Alt Fechenheim 105 für Recha Hahn    | |
| Alt-Fechenheim 89 ·   | Heinrich Stern      | Heinrich Stern geb. 21.11.1883 verhaftet Juni 1938 Buchenwald tot 10.7.1938                                                                            | 24. April 2008 | Stolperstein Alt Fechenheim 89 für Heinrich Stern | |
| Martin-Böff-Gasse 5 · | Hedwig Strauss      | Hedwig Strauss geb. 17.10.1904 deportiert 22.11.1941 Kaunas ermordet 25.11.1941                                                                        | 24. April 2008 | Stolperstein Martin-Böff-Gasse 5 Hedwig Strauss   | |
| Martin-Böff-Gasse 5 · | Johanna Strauss     | Johanna Strauss geb. Becker geb. 29.9.1871 deportiert 22.11.1941 Kaunas ermordet 25.11.1941                                                            | 24. April 2008 | Stolperstein Martin-Böff-Gasse 5 Johanna Strauss  | |
| Martin-Böff-Gasse 5 · | Salomon Strauss     | Salomon Strauss geb. 5.2.1868 Opfer des Pogrom Tot 11.11.1938                                                                                          | 24. April 2008 | Stolperstein Martin-Böff-Gasse 5 Salomon Strauss  | |
| Alt Fechenheim 129 ·  | Hertha Schönfeld    | Hertha Schönfeld geb. 25.9.1892 deportiert ? Minsk ermordet                                                                                            | 23. Juni 2014  | Stolperst alt fechenheim 129 schoenfeld hertha    | |
| Alt Fechenheim 129 ·  | Hugo Schönfeld      | Hugo Schönfeld geb. 21.10.1882 Suizid tot 20.6.1941 | 23. Juni 2014  | Stolperst alt fechenheim 129 schoenfeld hugo      | |
| Alt Fechenheim 129 ·  | Ilsa Schönfeld      | Ilsa Schönfeld geb. 7.3.1927 deportiert ? Minsk ermordet                                                                                               | 23. Juni 2014  | Stolperst alt fechenheim 129 schoenfeld ilsa      | |
| Alt Fechenheim 129 ·  | Paul Schönfeld      | Paul Schönfeld geb. 23.2.1921 deportiert ? Minsk ermordet                                                                                              | 23. Juni 2014  | Stolperst alt fechenheim 129 schoenfeld paul      | |